# Vinzons
Vinzons es un municipio filipino de tercera clase, perteneciente a la provincia de Camarines Norte, en la región de Bicolandia.

## Toponimia
El lugar se ha conocido como «Indan» o «Yndan» y luego como «Vinzons».

## Historia
Hacia mediados del siglo XIX, el lugar, que por entonces se conocía como «Yndan», tenía contabilizada una población de 3429 habitantes. Aparece descrito en el segundo volumen del Diccionario geográfico, estadístico, histórico de las Islas Filipinas (1851) de Manuel Buzeta Núñez y Felipe Bravo con las siguientes palabras:

YNDAN: pueblo con cura y gobernadorcillo en la isla de Luzon, prov. de Camarines, Norte, dióc. de Nueva Cáceres; confina por el E. con el de Labo á 1 ½ leg. de distancia: sus caminos son regulares, distinguiéndose entre ellos uno que se comunica con el mencionado pueblo de Labo. Las casas en general son de sencilla construccion, distinguiéndose como mas notables la parroquial y la de comunidad: hay escuela de primeras letras é iglesia parroquial servida por un cura secular. En sus montes se crian excelentes maderas y gran porcion de caña y bejuco. Prod.: arroz, abacá, añil, cacao, cocos y frutas. Ind.: se reduce al beneficio del sobrante de sus productos, y á la fabricacion de diversas telas, con especialidad los sinamais.
(Buzeta y Bravo, 1851, p. 471)

En 2020, tenía censados 49 042 habitantes.

## Patrimonio
Hay en el municipio una iglesia de San Pedro Apóstol, que fue pasto de las llamas durante un incendio acaecido en 2012.